# Казалетто-Ваприо
Казалетто-Ваприо (итал. Casaletto Vaprio) — коммуна в Италии, располагается в регионе Ломбардия, в провинции Кремона.
Население составляет 1651 человек (2008 г.), плотность населения составляет 306 чел./км². Занимает площадь 5 км². Почтовый индекс — 26010. Телефонный код — 0373.
Покровителем коммуны почитается святой Георгий, празднование 23 апреля.

## Демография
Динамика населения:

## Администрация коммуны
- Официальный сайт: http://www.comune.casalettovaprio.cr.it/